# Masato Koga
Masato Koga (古賀 正人 Koga Masato?), född 22 maj 1970 i Shizuoka prefektur, är en japansk före detta fotbollsspelare.
Koga började sin karriär 1993 i Yokohama Marinos. Med Yokohama Marin vann han japanska ligan 1995. 1997 flyttade han till Sagan Tosu. Efter Sagan Tosu spelade han för Sagawa Express Chukyo. Han avslutade karriären 2006.